# Samuel Shaw
Samuel Shaw était un officier de marine lors de la guerre d'indépendance américaine qui, aux côtés de Richard Marven (en), est reconnu comme étant le premier lanceur d'alerte des États-Unis. En tant que lanceur d'alerte, il a joué un rôle fondamental dans l'adoption par le Congrès continental de la première loi sur la protection des lanceurs d'alerte.

## Contexte

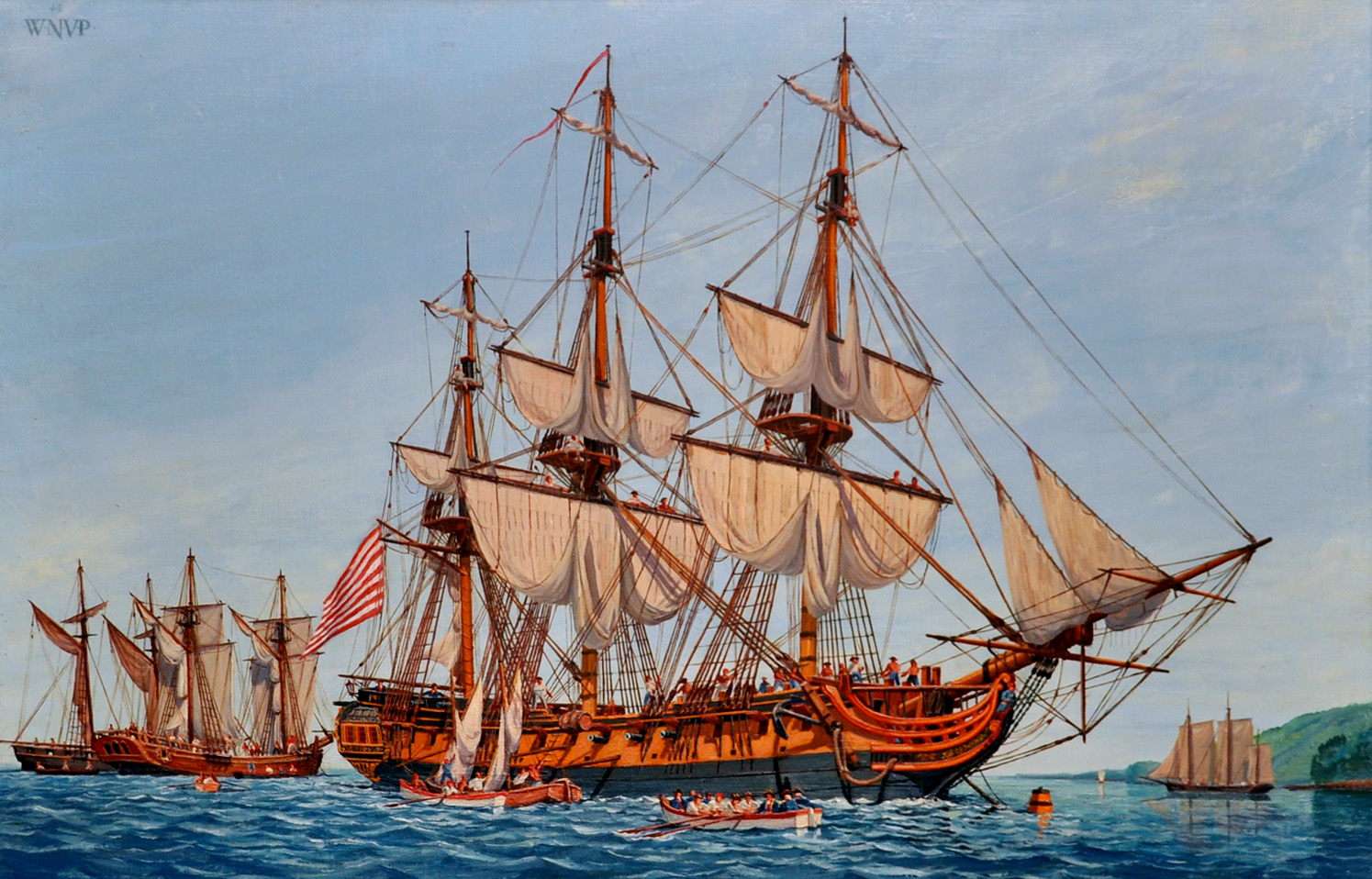
Un USS tel que celui sur lequel Shaw exerçait en 1777

### Dénonciation de Hopkins
Le 19 février 1777, dix marines, dont Shaw, un aspirant, et Marven, un lieutenant de troisième rang auprès de la marine continentale, sont témoins de la torture de prisonniers de guerre britanniques par le commodore Esek Hopkins, alors commandant en chef de la marine continentale, qu'ils décident de dénoncer. Shaw et Marven étaient tous deux originaires du Rhode Island, tout comme Hopkins, dont le frère était Stephen Hopkins, gouverneur de l'État nouvellement créé, et signataire de la Déclaration d'indépendance.

### Poursuites judiciaires
Pour avoir dénoncé la mauvaise conduite du plus haut officier de la Marine, Shaw et Marven ont tous deux été démis de leurs postes et renvoyés de la Marine. De plus, Hopkins a intenté par la suite une action en diffamation contre Shaw et Marven devant les tribunaux du Rhode Island.
Consterné par cette affaire, le Congrès continental promulgue le 30 juillet 1778 une loi sur la protection des lanceurs d’alerte, par consentement unanime. D'après la loi, il est « du devoir de toutes les personnes au service des États-Unis, ainsi que de tous les habitants de ceux-ci, de donner le plus tôt possible au Congrès ou à toute autre autorité compétente l'information de toute mauvaise conduite, fraude ou délit commis par des militaires ou tout autre personne au service de ces États dont elles pourraient avoir connaissance. »
Le Congrès a dans la foulée affecté des fonds pour représenter et défendre Shaw et Marven dans le cadre du procès pour diffamation initié par Hopkins, précisant que « les dépenses raisonnables [sic] liées à la défense [de Shaw et Marven] dans ladite poursuite seraient prises en charge par les États-Unis ». Le montant récolté pour assurer la défense du duo s'élève à 1 418 dollars, soit environ 50 000 $ actuels. Le Congrès prononce le licenciement de Hopkins le 2 janvier 1778 pour "mauvaise conduite",.
Samuel Shaw et Richard Marven sont finalement acquittés.

## Postérité
Le 30 juillet 2016, lors de la deuxième Journée nationale de soutien aux lanceurs d'alerte (en), un hommage est rendu à Shaw en tant que héros de l'ombre des lanceurs d'alerte américains. Un an plus tôt à la même date, un hommage à Shaw avait également été rendu lors de la première Journée nationale par le Congrès américain, en tant que l'un des deux employés fédéraux qui ont permis de créer des protections pour ceux qui défendent la cueillette 

## Voir également
- Whistleblower Protection Act of 1778 (en)